# Jakub Błaszczykowski
Jakub Błaszczykowski, detto Kuba (ˈjakup bwaʂtʂɨˈkɔfski; Truskolasy, 14 dicembre 1985), è un ex calciatore polacco, di ruolo centrocampista.
Nel 2008 e nel 2010 è stato eletto miglior calciatore polacco dell'anno. Inoltre, è il secondo giocatore con più presenze (dietro soltanto a Robert Lewandowski) e il nono miglior marcatore (ex aequo con Ernst Wilimowski) nella storia della nazionale polacca, di cui è stato anche capitano in occasione degli Europei di calcio del 2012 e con cui ha partecipato anche agli Europei del 2016 e ai Mondiali del 2018.

## Biografia
Nipote di Jerzy Brzęczek (a sua volta ex-calciatore), è soprannominato Kuba, diminutivo di Jakub, nome che ha portato anche sulla maglia mentre giocava in Germania fino alla stagione 2011-2012.
Nel 1996, all'età di 11 anni, ha assistito all'accoltellamento della madre Anna da parte del padre Zygmunt; la ferita si è rivelata mortale per la madre e il padre è stato condannato a 15 anni di carcere. Dopo la morte della madre, Jakub e il fratello maggiore Dawid sono stati cresciuti dalla nonna materna Felicja, a cui il giocatore ha dedicato tutti i successi della sua carriera.
Nel 2010, dopo 3 anni di fidanzamento, si è sposato con Agata Gołaszewska, dalla quale ha avuto due figlie, Oliwia (nata nel 2011) e Lena (nel 2014). È un cristiano cattolico molto devoto.
Poco dopo il suo ritorno al Wisła Cracovia nel 2019, suo fratello Dawid ha assunto la carica di nuovo presidente della società: lo scopo principale di entrambi era aiutare la squadra ad uscire da una gravissima crisi finanziaria, dovuta ad anni di cattiva amministrazione.

## Caratteristiche tecniche
Gioca prevalentemente sulla fascia destra come esterno di centrocampo, ma può essere schierato all'occorrenza anche da terzino basso o come ala offensiva, fa della forza, della resistenza, della corsa e dello scatto in profondità le sue armi migliori. Bravo nell'effettuare cross per i compagni e nella fase difensiva.

## Carriera

### Club

#### Gli inizi
Błaszczykowski ha iniziato a giocare a 8 anni, nel 1993, nelle giovanili del Raków Częstochowa insieme al fratello Dawid. Nel 2002 si è trasferito nelle giovanili del Górnik Zabrze, per poi tornare a Częstochowa all'inizio del 2003, questa volta nelle file del KS Częstochowa, con cui ha esordito nella quarta serie del campionato polacco (2 partite in totale). Il 25 ottobre 2003, ha segnato il suo primo gol da professionista contro la squadra riserve del Górnik Zabrze e ha chiuso la seconda stagione con all'attivo 13 presenze e 5 reti, tra cui una tripletta contro il GKS Tychy '71.

#### Wisła Cracovia
Nel febbraio 2005 ha sostenuto un provino con il Wisła Cracovia, durante il quale ha favorevolmente impressionato l'allenatore Werner Lička, ottenendo così la possibilità di firmare un contratto quinquennale con la squadra di Cracovia.
Ha debuttato con il Wisła il 16 marzo 2005 nella gara di Coppa di Polonia vinta per 5-0 contro il Polonia Varsavia, segnando la prima rete dell'incontro; quattro giorni più tardi, il 20 marzo 2005, ha esordito nella massima serie polacca, anche in questa occasione contro il Polonia Varsavia. Ha concluso la prima annata con il Wisła totalizzando 2 reti in 15 presenze, di cui 11 in campionato, vinto davanti al Dyskobolia.
Nelle due stagioni seguenti, terminate rispettivamente con il secondo e l'ottavo posto in campionato, Błaszczykowski ha totalizzato 20 e 32 presenze, per un totale di 67 partite in due anni e mezzo. Nel corso della stagione 2005-2006 ha anche esordito nelle competizioni UEFA per club, disputando l'andata del terzo turno preliminare della Champions League 2005-2006 contro il Panathīnaïkos (vittoria per 3-1).

#### Borussia Dortmund

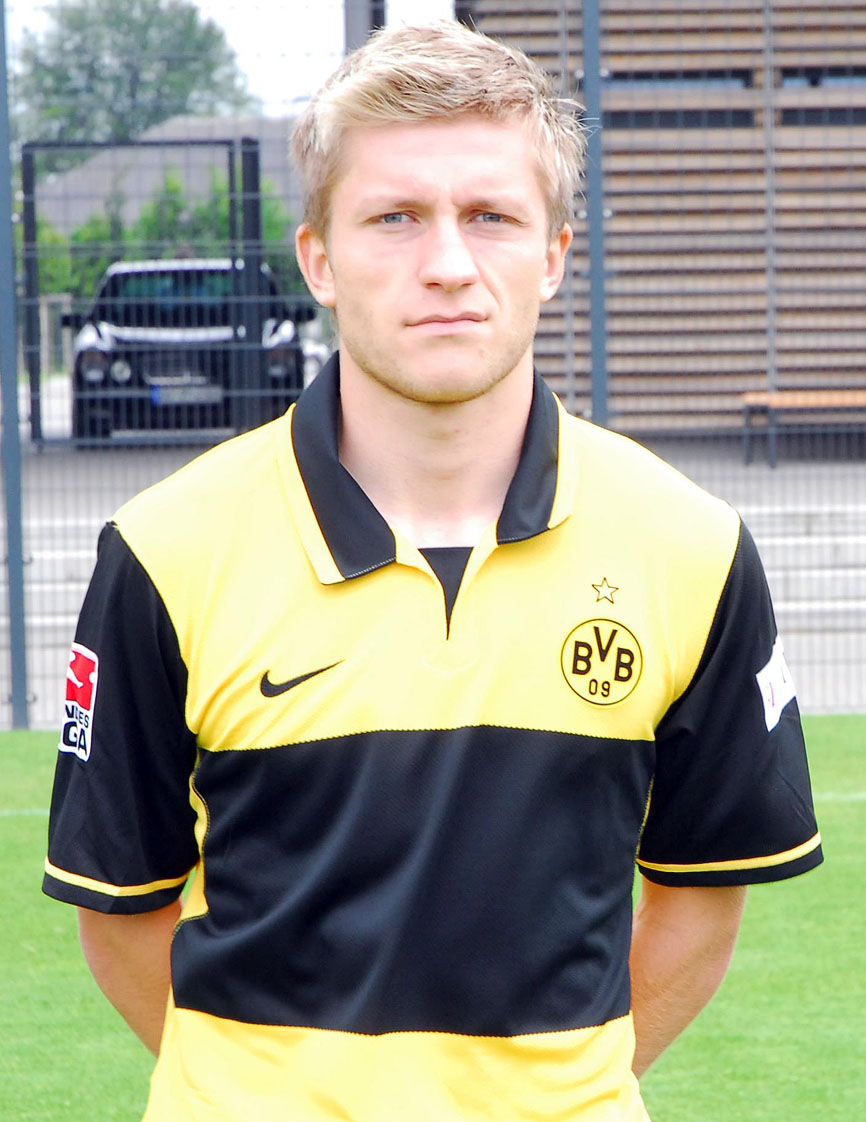
Błaszczykowski con la maglia del nel 2007.

Nel febbraio del 2007 ha firmato un contratto di 4 anni con i tedeschi del Borussia Dortmund, trasferendosi in Germania nel luglio seguente. Ha esordito con la squadra tedesca il 4 agosto 2007 in Coppa di Germania contro il Magdeburgo, e, dopo un avvio da titolare, nella seconda parte di stagione è stato vittima di problemi muscolari che lo hanno costretto a saltare alcune partite. È tornato a disposizione poco prima della finale di Coppa di Germania 2007-2008, partita persa contro il Bayern Monaco per 1-2 dopo i supplementari durante i quali Błaszczykowski è stato espulso. Il 25 aprile 2008, una settimana dopo la finale persa contro i bavaresi, ha realizzato la prima rete in Bundesliga contro l'Eintracht Francoforte (1-1).
Nelle stagioni successive Błaszczykowski è diventato un titolare del Borussia Dortmund e nel dicembre 2008 è stato nominato calciatore polacco dell'anno dal quotidiano polacco Piłka Nożna e il mese successivo miglior giocatore del Borussia Dortmund 2008 dai tifosi della squadra tramite un sondaggio sul sito ufficiale del club con il 35% dei voti.
Nella stagione 2010-2011 Błaszczykowski con la squadra di Dortmund ha vinto la Bundesliga, nella quale ha giocato 29 partite segnando 3 gol, ed è stato nominato, per la seconda volta, miglior calciatore polacco. Il 22 gennaio 2012 ha segnato la sua prima doppietta personale in Bundesliga contro l'Amburgo, partita che poi si è conclusa col risultato di 5-1 in favore del Borussia Dortmund. A fine stagione ha bissato il successo in campionato e ha vinto anche la Coppa di Germania battendo in finale il Bayern Monaco (5-2); nel corso del 2011-2012 ha totalizzato 40 presenze e 7 gol di cui 6 in Bundesliga.
Il 24 luglio 2012 Błaszczykowski ha rinnovato il proprio contratto con il Borussia Dortmund fino al 2016. Nel corso della stagione 2012-2013 ha collezionato 41 presenze e 14 gol (11 in Bundesliga, 2 in Coppa di Germania e uno in Champions League) stabilendo il primato personale di marcature in una sola stagione. Ha inoltre raggiunto la finale di Champions League, nella quale è stato schierato come titolare, persa per 2-1 contro il Bayern Monaco.
Ha iniziato la stagione seguente vincendo la Supercoppa di Germania grazie al 4-2 ottenuto contro il Bayern Monaco. Ha realizzato il primo gol stagionale nella settima giornata di Bundesliga contro il Friburgo, partita finita 5-0 per la squadra di Dortmund. Il 26 novembre 2013 è arrivato anche il primo gol stagionale in Champions League nella partita Borussia Dortmund-Napoli finita 3-1 per i gialloneri, suo il gol del 2-0. Il 25 gennaio 2014, dopo 6 minuti di gioco nella partita prima partita di campionato dopo la pausa invernale contro l'Augusta, si è rotto il legamento crociato del ginocchio sinistro ed è così stato costretto a terminare anticipatamente la stagione nella quale aveva fino a quel momento disputato 25 partite segnando 3 gol. Torna in campo il 9 dicembre 2014 nei minuti finali della gara di UEFA Champions League con l'Anderlecht, gioca la sua prima partita intera dopo l'infortunio a marzo in DFB-Pokal contro la Dynamo Dresda; chiude la sua ultima annata in giallonero con venti presenze complessive.

#### Fiorentina

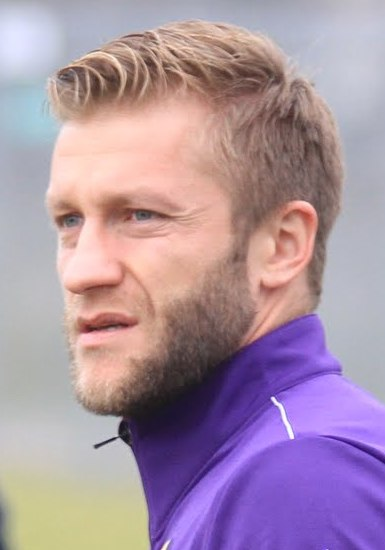
Jakub Błaszczykowski con la maglia della nel 2015.

Il 31 agosto 2015, ultimo giorno della sessione estiva di mercato, si trasferisce alla Fiorentina con la formula del prestito oneroso da 1 milione di euro, con diritto di riscatto fissato a 6 milioni. Esordisce in maglia viola il 12 settembre, nella partita di campionato Fiorentina-Genoa (1-0), entrando all'80' al posto di Borja Valero. Segna il suo primo gol con i toscani il 23 settembre, contribuendo alla vittoria della partita di campionato contro il Bologna (2-0). Riesce anche a collezionare diverse presenze in Europa League, ma a novembre si infortuna in Nazionale in apertura di gara nell'amichevole contro l'Islanda, rimanendo così fuori dal gruppo fino all'inizio del 2016. Durante l'intera stagione, riesce comunque a giocare un totale di 20 partite, con l'aggiunta di due gol e quattro assist.

#### Wolfsburg
Tornato al Borussia Dortmund per fine prestito, è stato costretto a cercare una nuova sistemazione, non rientrando più nei piani dell'allenatore Thomas Tuchel. Di conseguenza, il 1º agosto 2016 viene ceduto per 5 milioni di euro al Wolfsburg, con cui firma un contratto triennale. Dopo aver fatto il suo esordio con i Lupi nella coppa nazionale, debutta subito anche in campionato e il 17 settembre 2016, in occasione dell'incontro con l'Hoffenheim, è nominato persino capitano della squadra per celebrare la sua 200ª presenza in Bundesliga.
Il 18 febbraio 2017, poco prima della partita contro il Borussia Dortmund, viene omaggiato dalla dirigenza e dai tifosi della sua ex-squadra per la sua lunga militanza e per l'esempio dato sia dentro, sia fuori dal campo.
Segna il suo primo gol il 15 ottobre 2017, contro il Bayer Leverkusen. Tuttavia, a partire dal mese successivo deve fare i conti con dolori cronici alla schiena, che gli impediscono di allenarsi con continuità e, di conseguenza, lo privano di molte presenze in maglia verde.
Nel gennaio del 2019, ha rescisso il contratto con il Wolfsburg di comune accordo con la società.

#### Ritorno al Wisła Cracovia e ritiro
Dopo tre anni in Bundesliga, nel febbraio del 2019 il giocatore torna in patria, vestendo nuovamente la maglia del Wisła Cracovia: nel frattempo, infatti, la società versava in gravi condizioni finanziarie, e Jakub si era proposto per salvare il club dal fallimento, pagando tutti gli stipendi arretrati dei giocatori e dello staff tecnico.
Nonostante il giocatore si fosse offerto anche di giocare senza essere retribuito, il regolamento della massima serie nazionale, l'Ekstraklasa, prevedeva che ogni calciatore ricevesse uno stipendio mensile minimo di 500 złoty (corrispondenti a circa 110 euro): alla fine, Błaszczykowski ha deciso di accettare la condizione, devolvendo però l'intero guadagno in beneficenza acquistando per i bambini di un orfanotrofio locale i biglietti delle partite casalinghe del Wisła.
Nominato subito capitano della squadra, ha giocato otto partite durante il resto della stagione, andando a segno ben cinque volte.
È stato presente in campo con buona frequenza anche nelle annate successive: nel frattempo, il fratello maggiore Dawid aveva assunto il ruolo di presidente del Wisła.
Il 20 luglio 2023 annuncia il suo ritiro dal calcio giocato.

### Nazionale

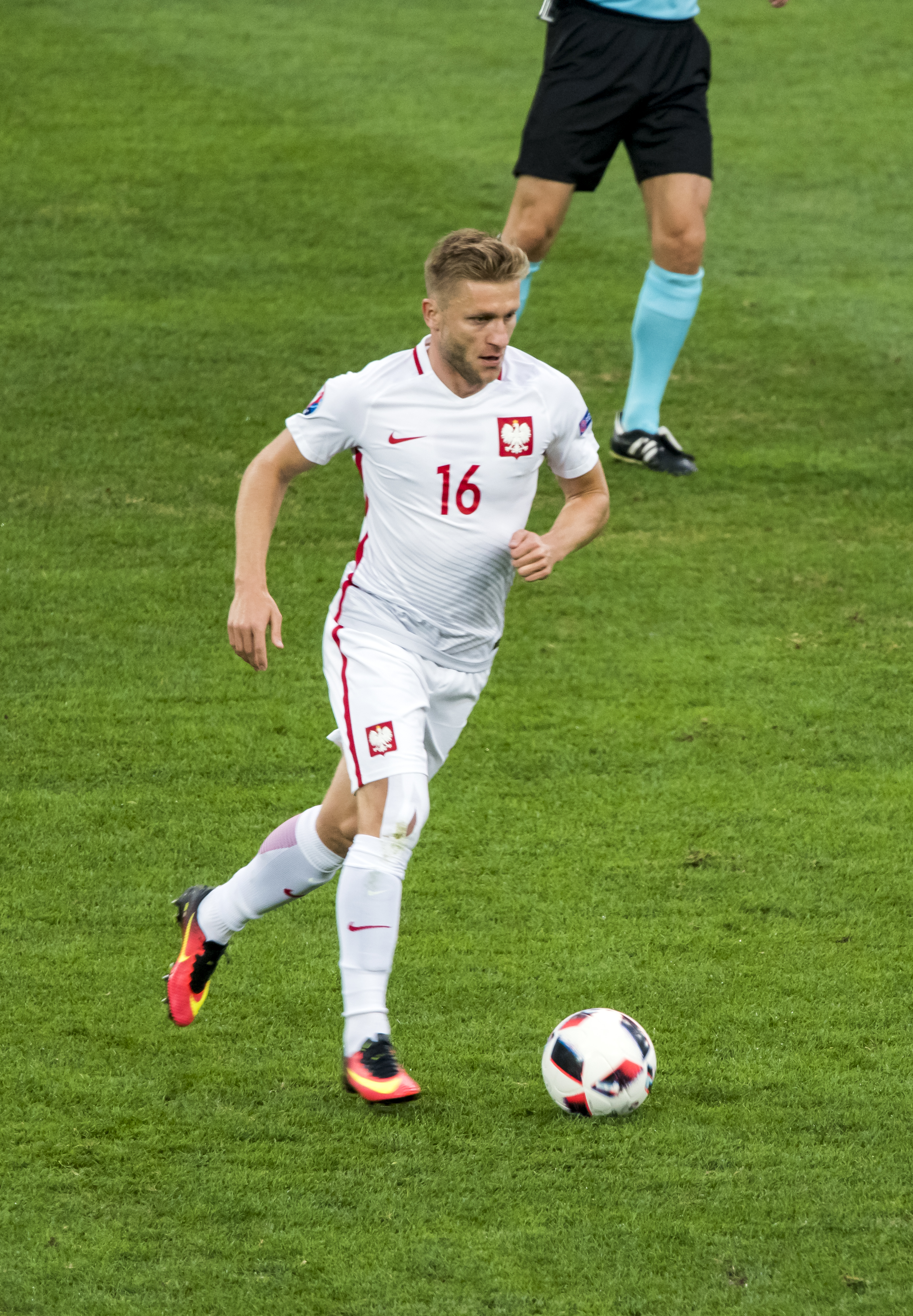
Błaszczykowski in azione contro il Portogallo ad Euro 2016.

Błaszczykowski ha disputato 8 partite nel 2004 con la nazionale polacca Under-19, con cui ha esordito il 30 marzo 2004 contro la Lituania. Di queste 8 gare, 2 sono state da subentrante nelle qualificazioni all'Europeo di categoria del 2004 (contro Scozia e Finlandia) e una da titolare nella fase finale contro la Spagna.
Il 3 giugno 2005 ha esordito con l'Under-21 polacca nella partita di qualificazione all'Europeo Under-21 2006 contro l'Azerbaigian (1-1). L'anno successivo ha disputato altre 2 gare con la selezione Under-21: un'amichevole contro la Spagna e l'ultima partita del girone di qualificazione all'Europeo Under-21 2007 contro la Lettonia, gara nella quale Błaszczykowski ha segnato il gol del momentaneo 1-1 (3-1 il risultato finale).
Dopo aver giocato una partita con la nazionale B contro la Scozia, ha esordito nella nazionale maggiore il 28 marzo 2006 in amichevole contro l'Arabia Saudita e ha realizzato la prima rete con la Polonia nell'amichevole del 22 agosto 2007 contro la Russia (2-2).
Inizialmente convocato per gli Europei 2008, il 5 giugno 2008 è stato sostituito da Piszczek a causa della ricaduta di un precedente infortunio. Il 17 novembre 2010 ha indossato per la prima volta la fascia di capitano contro la Costa d'Avorio.
Nel maggio 2012 è stato convocato dal CT Smuda per la fase finale del Europeo 2012 in Polonia e Ucraina, dove è stato capitano della squadra. Nella gara inaugurale della manifestazione, l'8 giugno 2012 contro la Grecia (partita terminata sul punteggio di 1-1), è stato schierato come titolare e ha realizzato l'assist per il primo gol del match e del torneo segnato da Lewandowski. Nella successiva gara contro la Russia, giocata il 12 giugno seguente, è andato in gol realizzando nel secondo tempo la rete del definitivo 1-1.
Dopo le ultime apparizioni nel 2013, dall'estate 2015 torna stabilmente a giocare con la propria nazionale.
Viene convocato per l’europeo del 2016 in Francia. Il 21 giugno 2016 segna il gol che permette di battere l'Ucraina e di concludere al secondo posto nel girone. Il 25 giugno 2016 segna il gol che porta in vantaggio la Polonia sulla Svizzera negli ottavi di finale; la partita è stata vinta dai polacchi ai rigori. Sempre ai rigori la selezione mitteleuropea è stata eliminata ai quarti dal Portogallo futuro vincitore del torneo.
Successivamente viene convocato per il mondiale del 2018 in Russia, in cui al termine della prima partita della fase a gironi della sua squadra, persa per 2-1 contro il Senegal, raggiunge le 100 presenze in nazionale maggiore.
L’11 ottobre 2018 colleziona la presenza numero 103 e diviene il primatista di presenze con la nazionale polacca (record battuto un anno dopo da Robert Lewandowski), nella partita di UEFA Nations League contro il Portogallo in cui subentra nella ripresa e va anche a segno.
Dopo un'assenza di quasi 4 anni, disputa un'ultima presenza il 16 giugno 2023, nell'amichevole contro la Germania, uscendo al minuto 17 e ricevendo una standing ovation dal pubblico. Lascia la nazionale dopo 17 anni, 109 presenze e 21 reti segnate.

## Statistiche

### Presenze e reti nei club
Statistiche aggiornate al 13 aprile 2019.
| Stagione                 | Squadra                  | Campionato               | Campionato | Campionato | Coppe nazionali | Coppe nazionali | Coppe nazionali | Coppe continentali | Coppe continentali | Coppe continentali | Altre coppe | Altre coppe | Altre coppe | Totale | Totale |
| Stagione                 | Squadra                  | Comp                     | Pres       | Reti       | Comp            | Pres            | Reti            | Comp               | Pres               | Reti               | Comp        | Pres        | Reti        | Pres   | Reti   |
| ------------------------ | ------------------------ | ------------------------ | ---------- | ---------- | --------------- | --------------- | --------------- | ------------------ | ------------------ | ------------------ | ----------- | ----------- | ----------- | ------ | ------ |
| 2002-2003                | KS Częstochowa           | IV                       | 2          | 0          | -               | -               | -               | -                  | -                  | -                  | -           | -           | -           | 2      | 0      |
| 2003-2004                | KS Częstochowa           | IV                       | 13         | 5          | -               | -               | -               | -                  | -                  | -                  | -           | -           | -           | 13     | 5      |
| 2004-feb. 2005           | KS Częstochowa           | IV                       | 9          | 6          | -               | -               | -               | -                  | -                  | -                  | -           | -           | -           | 9      | 6      |
| Totale KS Częstochowa    | Totale KS Częstochowa    | Totale KS Częstochowa    | 24         | 11         |                 | -               | -               |                    | -                  | -                  |             | -           | -           | 24     | 11     |
| feb.-giu. 2005           | Wisła Cracovia           | I                        | 11         | 1          | CP              | 4               | 1               | -                  | -                  | -                  | -           | -           | -           | 15     | 2      |
| 2005-2006                | Wisła Cracovia           | I                        | 17         | 0          | CP              | 2               | 0               | UCL                | 1                  | 0                  | -           | -           | -           | 20     | 0      |
| 2006-2007                | Wisła Cracovia           | I                        | 23         | 2          | CP+CdL          | 0+1             | 0+1             | CU                 | 8                  | 0                  | -           | -           | -           | 32     | 3      |
| 2007-2008                | Borussia Dortmund        | BL                       | 24         | 1          | CG              | 3               | 0               | -                  | -                  | -                  | -           | -           | -           | 27     | 1      |
| 2008-2009                | Borussia Dortmund        | BL                       | 27         | 3          | CG              | 0               | 0               | CU                 | 2                  | 0                  | -           | -           | -           | 29     | 3      |
| 2009-2010                | Borussia Dortmund        | BL                       | 32         | 1          | CG              | 2               | 0               | -                  | -                  | -                  | -           | -           | -           | 34     | 1      |
| 2010-2011                | Borussia Dortmund        | BL                       | 29         | 3          | CG              | 1               | 0               | UEL                | 7                  | 0                  | -           | -           | -           | 37     | 3      |
| 2011-2012                | Borussia Dortmund        | BL                       | 29         | 6          | CG              | 6               | 0               | UCL                | 5                  | 1                  | SG          | 0           | 0           | 40     | 7      |
| 2012-2013                | Borussia Dortmund        | BL                       | 27         | 11         | CG              | 3               | 2               | UCL                | 10                 | 1                  | SG          | 1           | 0           | 41     | 14     |
| 2013-2014                | Borussia Dortmund        | BL                       | 16         | 2          | CG              | 2               | 0               | UCL                | 6                  | 1                  | SG          | 1           | 0           | 25     | 3      |
| 2014-2015                | Borussia Dortmund        | BL                       | 13         | 0          | CG              | 4               | 0               | UCL                | 3                  | 0                  | SG          | 0           | 0           | 20     | 0      |
| Totale Borussia Dortmund | Totale Borussia Dortmund | Totale Borussia Dortmund | 197        | 27         |                 | 21              | 2               |                    | 33                 | 3                  |             | 2           | 0           | 252    | 32     |
| 2015-2016                | Fiorentina               | A                        | 15         | 2          | CI              | 0               | 0               | UEL                | 5                  | 0                  | -           | -           | -           | 20     | 2      |
| 2016-2017                | Wolfsburg                | BL                       | 28         | 0          | CG              | 2               | 0               | -                  | -                  | -                  | -           | -           | -           | 30     | 0      |
| 2017-2018                | Wolfsburg                | BL                       | 9+2        | 1+0        | CG              | 2               | 0               | -                  | -                  | -                  | -           | -           | -           | 13     | 1      |
| 2018-gen. 2019           | Wolfsburg                | BL                       | 1          | 0          | CG              | 1               | 0               | -                  | -                  | -                  | -           | -           | -           | 2      | 0      |
| Totale Wolfsburg         | Totale Wolfsburg         | Totale Wolfsburg         | 38+2       | 1          |                 | 5               | 0               |                    | 5                  | 0                  |             | -           | -           | 45     | 1      |
| feb.-giu. 2019           | Wisła Cracovia           | EK                       | 8          | 5          | CP              | 0               | 0               | -                  | -                  | -                  | -           | -           | -           | 8      | 5      |
| 2019-2020                | Wisła Cracovia           | EK                       | 22         | 7          | CP              | 0               | 0               | -                  | -                  | -                  | -           | -           | -           | 4      | 0      |
| 2020-2021                | Wisła Cracovia           | EK                       | 16         | 4          | CP              | 0               | 0               | -                  | -                  | -                  | -           | -           | -           | 16     | 4      |
| 2021-2022                | Wisła Cracovia           | EK                       | 0          | 0          | CP              | 0               | 0               | -                  | -                  | -                  | -           | -           | -           | 0      | 0      |
| Totale Wisła Cracovia    | Totale Wisła Cracovia    | Totale Wisła Cracovia    | 97         | 19         |                 | 6+1             | 1+1             |                    | 9                  | 0                  |             | -           | -           | 113    | 21     |
| Totale carriera          | Totale carriera          | Totale carriera          | 356+2      | 58         |                 | 32+1            | 3+1             |                    | 47                 | 3                  |             | 2           | 0           | 440    | 65     |

### Cronologia presenze e reti in nazionale
| Cronologia completa delle presenze e delle reti in nazionale ― Polonia | Cronologia completa delle presenze e delle reti in nazionale ― Polonia | Cronologia completa delle presenze e delle reti in nazionale ― Polonia | Cronologia completa delle presenze e delle reti in nazionale ― Polonia | Cronologia completa delle presenze e delle reti in nazionale ― Polonia | Cronologia completa delle presenze e delle reti in nazionale ― Polonia | Cronologia completa delle presenze e delle reti in nazionale ― Polonia | Cronologia completa delle presenze e delle reti in nazionale ― Polonia |
| Data                                                                   | Città                                                                  | In casa                                                                | Risultato                                                              | Ospiti                                                                 | Competizione                                                           | Reti                                                                   | Note                                                                   |
| ---------------------------------------------------------------------- | ---------------------------------------------------------------------- | ---------------------------------------------------------------------- | ---------------------------------------------------------------------- | ---------------------------------------------------------------------- | ---------------------------------------------------------------------- | ---------------------------------------------------------------------- | ---------------------------------------------------------------------- |
| 28-3-2006                                                              | Riyad                                                                  | Arabia Saudita                                                         | 1 – 2                                                                  | Polonia                                                                | Amichevole                                                             | -                                                                      | 46’                                                                    |
| 2-9-2006                                                               | Bydgoszcz                                                              | Polonia                                                                | 1 – 3                                                                  | Finlandia                                                              | Qual. Euro 2008                                                        | -                                                                      | 46’                                                                    |
| 6-9-2006                                                               | Varsavia                                                               | Polonia                                                                | 1 – 1                                                                  | Serbia                                                                 | Qual. Euro 2008                                                        | -                                                                      | 73’ 79’                                                                |
| 7-10-2006                                                              | Almaty                                                                 | Kazakistan                                                             | 0 – 1                                                                  | Polonia                                                                | Qual. Euro 2008                                                        | -                                                                      | 87’                                                                    |
| 11-10-2006                                                             | Chorzów                                                                | Polonia                                                                | 2 – 1                                                                  | Portogallo                                                             | Qual. Euro 2008                                                        | -                                                                      | 66’                                                                    |
| 15-11-2006                                                             | Bruxelles                                                              | Belgio                                                                 | 0 – 1                                                                  | Polonia                                                                | Qual. Euro 2008                                                        | -                                                                      | 58’                                                                    |
| 28-3-2007                                                              | Kielce                                                                 | Polonia                                                                | 1 – 0                                                                  | Armenia                                                                | Qual. Euro 2008                                                        | -                                                                      |                                                                        |
| 2-6-2007                                                               | Baku                                                                   | Azerbaigian                                                            | 1 – 3                                                                  | Polonia                                                                | Qual. Euro 2008                                                        | -                                                                      | 57’                                                                    |
| 6-6-2007                                                               | Erevan                                                                 | Armenia                                                                | 1 – 0                                                                  | Polonia                                                                | Qual. Euro 2008                                                        | -                                                                      | 60’                                                                    |
| 22-8-2007                                                              | Mosca                                                                  | Russia                                                                 | 2 – 2                                                                  | Polonia                                                                | Amichevole                                                             | 1                                                                      |                                                                        |
| 8-9-2007                                                               | Lisbona                                                                | Portogallo                                                             | 2 – 2                                                                  | Polonia                                                                | Qual. Euro 2008                                                        | -                                                                      |                                                                        |
| 12-9-2007                                                              | Helsinki                                                               | Finlandia                                                              | 0 – 0                                                                  | Polonia                                                                | Qual. Euro 2008                                                        | -                                                                      | 89’                                                                    |
| 17-11-2007                                                             | Chorzów                                                                | Polonia                                                                | 2 – 0                                                                  | Belgio                                                                 | Qual. Euro 2008                                                        | -                                                                      | 46’ 90+1’                                                              |
| 20-8-2008                                                              | Leopoli                                                                | Ucraina                                                                | 1 – 0                                                                  | Polonia                                                                | Amichevole                                                             | -                                                                      | 45+1’ 56’                                                              |
| 6-9-2008                                                               | Breslavia                                                              | Polonia                                                                | 1 – 1                                                                  | Slovenia                                                               | Qual. Mondiali 2010                                                    | -                                                                      |                                                                        |
| 10-9-2008                                                              | Serravalle                                                             | San Marino                                                             | 0 – 2                                                                  | Polonia                                                                | Qual. Mondiali 2010                                                    | -                                                                      |                                                                        |
| 11-10-2008                                                             | Chorzów                                                                | Polonia                                                                | 2 – 1                                                                  | Rep. Ceca                                                              | Qual. Mondiali 2010                                                    | 1                                                                      |                                                                        |
| 15-10-2008                                                             | Bratislava                                                             | Slovacchia                                                             | 2 – 1                                                                  | Polonia                                                                | Qual. Mondiali 2010                                                    | -                                                                      |                                                                        |
| 19-11-2008                                                             | Dublino                                                                | Irlanda                                                                | 2 – 3                                                                  | Polonia                                                                | Amichevole                                                             | -                                                                      | 46’                                                                    |
| 28-3-2009                                                              | Belfast                                                                | Irlanda del Nord                                                       | 3 – 2                                                                  | Polonia                                                                | Qual. Mondiali 2010                                                    | -                                                                      | 60’                                                                    |
| 1-4-2009                                                               | Kielce                                                                 | Polonia                                                                | 10 – 0                                                                 | San Marino                                                             | Qual. Mondiali 2010                                                    | -                                                                      | 71’                                                                    |
| 12-8-2009                                                              | Bydgoszcz                                                              | Polonia                                                                | 2 – 0                                                                  | Grecia                                                                 | Amichevole                                                             | -                                                                      | 83’                                                                    |
| 5-9-2009                                                               | Chorzów                                                                | Polonia                                                                | 1 – 1                                                                  | Irlanda del Nord                                                       | Qual. Mondiali 2010                                                    | -                                                                      |                                                                        |
| 9-9-2009                                                               | Maribor                                                                | Slovenia                                                               | 3 – 0                                                                  | Polonia                                                                | Qual. Mondiali 2010                                                    | -                                                                      | 39’                                                                    |
| 10-10-2009                                                             | Praga                                                                  | Rep. Ceca                                                              | 2 – 0                                                                  | Polonia                                                                | Qual. Mondiali 2010                                                    | -                                                                      | 67’                                                                    |
| 14-10-2009                                                             | Chorzów                                                                | Polonia                                                                | 0 – 1                                                                  | Slovacchia                                                             | Qual. Mondiali 2010                                                    | -                                                                      |                                                                        |
| 14-11-2009                                                             | Varsavia                                                               | Polonia                                                                | 0 – 1                                                                  | Romania                                                                | Amichevole                                                             | -                                                                      | 80’                                                                    |
| 3-3-2010                                                               | Varsavia                                                               | Polonia                                                                | 2 – 0                                                                  | Bulgaria                                                               | Amichevole                                                             | 1                                                                      | 78’                                                                    |
| 29-5-2010                                                              | Kielce                                                                 | Polonia                                                                | 0 – 0                                                                  | Finlandia                                                              | Amichevole                                                             | -                                                                      | 85’                                                                    |
| 2-6-2010                                                               | Kufstein                                                               | Serbia                                                                 | 0 – 0                                                                  | Polonia                                                                | Amichevole                                                             | -                                                                      | 89’                                                                    |
| 8-6-2010                                                               | Murcia                                                                 | Spagna                                                                 | 6 – 0                                                                  | Polonia                                                                | Amichevole                                                             | -                                                                      | 82’                                                                    |
| 11-8-2010                                                              | Stettino                                                               | Polonia                                                                | 0 – 3                                                                  | Camerun                                                                | Amichevole                                                             | -                                                                      |                                                                        |
| 4-9-2010                                                               | Łódź                                                                   | Polonia                                                                | 1 – 1                                                                  | Ucraina                                                                | Amichevole                                                             | -                                                                      | 55’ 84’                                                                |
| 7-9-2010                                                               | Cracovia                                                               | Polonia                                                                | 1 – 2                                                                  | Australia                                                              | Amichevole                                                             | -                                                                      |                                                                        |
| 9-10-2010                                                              | Chicago                                                                | Stati Uniti                                                            | 2 – 2                                                                  | Polonia                                                                | Amichevole                                                             | 1                                                                      |                                                                        |
| 17-11-2010                                                             | Poznań                                                                 | Polonia                                                                | 3 – 1                                                                  | Costa d'Avorio                                                         | Amichevole                                                             | -                                                                      | cap.                                                                   |
| 9-2-2011                                                               | Faro                                                                   | Polonia                                                                | 1 – 0                                                                  | Norvegia                                                               | Amichevole                                                             | -                                                                      | cap.                                                                   |
| 25-3-2011                                                              | Kaunas                                                                 | Lituania                                                               | 2 – 0                                                                  | Polonia                                                                | Amichevole                                                             | -                                                                      | cap.                                                                   |
| 29-3-2011                                                              | Atene                                                                  | Grecia                                                                 | 0 – 0                                                                  | Polonia                                                                | Amichevole                                                             | -                                                                      | cap.                                                                   |
| 5-6-2011                                                               | Varsavia                                                               | Polonia                                                                | 2 – 1                                                                  | Argentina                                                              | Amichevole                                                             | -                                                                      | cap.                                                                   |
| 9-6-2011                                                               | Varsavia                                                               | Polonia                                                                | 0 – 1                                                                  | Francia                                                                | Amichevole                                                             | -                                                                      | cap. 87’                                                               |
| 10-8-2011                                                              | Lubin                                                                  | Polonia                                                                | 1 – 0                                                                  | Georgia                                                                | Amichevole                                                             | 1                                                                      | cap. 90+2’                                                             |
| 2-9-2011                                                               | Varsavia                                                               | Polonia                                                                | 1 – 1                                                                  | Messico                                                                | Amichevole                                                             | -                                                                      | cap. 46’                                                               |
| 6-9-2011                                                               | Danzica                                                                | Polonia                                                                | 2 – 2                                                                  | Germania                                                               | Amichevole                                                             | 1                                                                      | cap. 90’                                                               |
| 7-10-2011                                                              | Seul                                                                   | Corea del Sud                                                          | 2 – 2                                                                  | Polonia                                                                | Amichevole                                                             | 1                                                                      | cap. 86’                                                               |
| 11-10-2011                                                             | Wiesbaden                                                              | Polonia                                                                | 2 – 0                                                                  | Bielorussia                                                            | Amichevole                                                             | 1                                                                      | cap.                                                                   |
| 11-11-2011                                                             | Breslavia                                                              | Polonia                                                                | 0 – 2                                                                  | Italia                                                                 | Amichevole                                                             | -                                                                      | cap.                                                                   |
| 15-11-2011                                                             | Poznań                                                                 | Polonia                                                                | 2 – 1                                                                  | Ungheria                                                               | Amichevole                                                             | -                                                                      | cap.                                                                   |
| 29-2-2012                                                              | Varsavia                                                               | Polonia                                                                | 0 – 0                                                                  | Portogallo                                                             | Amichevole                                                             | -                                                                      | cap. 90’                                                               |
| 26-5-2012                                                              | Klagenfurt am Wörthersee                                               | Polonia                                                                | 1 – 0                                                                  | Slovacchia                                                             | Amichevole                                                             | -                                                                      | cap. 63’                                                               |
| 2-6-2012                                                               | Varsavia                                                               | Polonia                                                                | 4 – 0                                                                  | Andorra                                                                | Amichevole                                                             | 1                                                                      | cap.                                                                   |
| 8-6-2012                                                               | Varsavia                                                               | Polonia                                                                | 1 – 1                                                                  | Grecia                                                                 | Euro 2012 - 1º turno                                                   | -                                                                      | cap.                                                                   |
| 12-6-2012                                                              | Varsavia                                                               | Polonia                                                                | 1 – 1                                                                  | Russia                                                                 | Euro 2012 - 1º turno                                                   | 1                                                                      | cap.                                                                   |
| 16-6-2012                                                              | Breslavia                                                              | Rep. Ceca                                                              | 1 – 0                                                                  | Polonia                                                                | Euro 2012 - 1º turno                                                   | -                                                                      | cap. 87’                                                               |
| 15-8-2012                                                              | Tallinn                                                                | Estonia                                                                | 1 – 0                                                                  | Polonia                                                                | Amichevole                                                             | -                                                                      | cap. 84’                                                               |
| 7-9-2012                                                               | Podgorica                                                              | Montenegro                                                             | 2 – 2                                                                  | Polonia                                                                | Qual. Mondiali 2014                                                    | 1                                                                      | cap.                                                                   |
| 11-9-2012                                                              | Breslavia                                                              | Polonia                                                                | 2 – 0                                                                  | Moldavia                                                               | Qual. Mondiali 2014                                                    | 1                                                                      | cap.                                                                   |
| 14-11-2012                                                             | Danzica                                                                | Polonia                                                                | 1 – 3                                                                  | Uruguay                                                                | Amichevole                                                             | -                                                                      | 73’                                                                    |
| 6-2-2013                                                               | Dublino                                                                | Irlanda                                                                | 2 – 0                                                                  | Polonia                                                                | Amichevole                                                             | -                                                                      | cap.                                                                   |
| 22-3-2013                                                              | Varsavia                                                               | Polonia                                                                | 1 – 3                                                                  | Ucraina                                                                | Qual. Mondiali 2014                                                    | -                                                                      | cap.                                                                   |
| 7-6-2013                                                               | Chișinău                                                               | Moldavia                                                               | 1 – 1                                                                  | Polonia                                                                | Qual. Mondiali 2014                                                    | 1                                                                      | cap.                                                                   |
| 14-8-2013                                                              | Danzica                                                                | Polonia                                                                | 3 – 2                                                                  | Danimarca                                                              | Amichevole                                                             | -                                                                      | cap.                                                                   |
| 6-9-2013                                                               | Varsavia                                                               | Polonia                                                                | 1 – 1                                                                  | Montenegro                                                             | Qual. Mondiali 2014                                                    | -                                                                      | cap.                                                                   |
| 10-9-2013                                                              | Serravalle                                                             | San Marino                                                             | 1 – 5                                                                  | Polonia                                                                | Qual. Mondiali 2014                                                    | 1                                                                      | cap. 72’                                                               |
| 11-10-2013                                                             | Charkiv                                                                | Ucraina                                                                | 1 – 0                                                                  | Polonia                                                                | Qual. Mondiali 2014                                                    | -                                                                      | cap.                                                                   |
| 15-10-2013                                                             | Londra                                                                 | Inghilterra                                                            | 2 – 0                                                                  | Polonia                                                                | Qual. Mondiali 2014                                                    | -                                                                      | cap.                                                                   |
| 15-11-2013                                                             | Breslavia                                                              | Polonia                                                                | 0 – 2                                                                  | Slovacchia                                                             | Amichevole                                                             | -                                                                      | cap.                                                                   |
| 19-11-2013                                                             | Poznań                                                                 | Polonia                                                                | 0 – 0                                                                  | Irlanda                                                                | Amichevole                                                             | -                                                                      | cap. 89’                                                               |
| 13-6-2015                                                              | Varsavia                                                               | Polonia                                                                | 4 – 0                                                                  | Georgia                                                                | Qual. Euro 2016                                                        | -                                                                      | 64’                                                                    |
| 16-6-2015                                                              | Danzica                                                                | Polonia                                                                | 0 – 0                                                                  | Grecia                                                                 | Amichevole                                                             | -                                                                      | 16’                                                                    |
| 4-9-2015                                                               | Francoforte sul Meno                                                   | Germania                                                               | 3 – 1                                                                  | Polonia                                                                | Qual. Euro 2016                                                        | -                                                                      | 63’                                                                    |
| 7-9-2015                                                               | Varsavia                                                               | Polonia                                                                | 8 – 1                                                                  | Gibilterra                                                             | Qual. Euro 2016                                                        | 1                                                                      | 62’                                                                    |
| 8-10-2015                                                              | Glasgow                                                                | Scozia                                                                 | 2 – 2                                                                  | Polonia                                                                | Qual. Euro 2016                                                        | -                                                                      | 83’                                                                    |
| 11-10-2015                                                             | Varsavia                                                               | Polonia                                                                | 2 – 1                                                                  | Irlanda                                                                | Qual. Euro 2016                                                        | -                                                                      | 63’                                                                    |
| 13-11-2015                                                             | Varsavia                                                               | Polonia                                                                | 4 – 2                                                                  | Islanda                                                                | Amichevole                                                             | -                                                                      | 12’                                                                    |
| 23-3-2016                                                              | Poznań                                                                 | Polonia                                                                | 1 – 0                                                                  | Serbia                                                                 | Amichevole                                                             | 1                                                                      |                                                                        |
| 26-3-2016                                                              | Breslavia                                                              | Polonia                                                                | 5 – 0                                                                  | Finlandia                                                              | Amichevole                                                             | -                                                                      | 86’                                                                    |
| 1-6-2016                                                               | Danzica                                                                | Polonia                                                                | 1 – 2                                                                  | Paesi Bassi                                                            | Amichevole                                                             | -                                                                      | 46’                                                                    |
| 6-6-2016                                                               | Breslavia                                                              | Polonia                                                                | 0 – 0                                                                  | Lituania                                                               | Amichevole                                                             | -                                                                      | 74’                                                                    |
| 12-6-2016                                                              | Nizza                                                                  | Polonia                                                                | 1 – 0                                                                  | Irlanda del Nord                                                       | Euro 2016 - 1º turno                                                   | -                                                                      | 80’                                                                    |
| 16-6-2016                                                              | Saint-Denis                                                            | Germania                                                               | 0 – 0                                                                  | Polonia                                                                | Euro 2016 - 1º turno                                                   | -                                                                      | 80’                                                                    |
| 21-6-2016                                                              | Marsiglia                                                              | Ucraina                                                                | 0 – 1                                                                  | Polonia                                                                | Euro 2016 - 1º turno                                                   | 1                                                                      | 46’                                                                    |
| 25-6-2016                                                              | Saint-Étienne                                                          | Svizzera                                                               | 1 – 1 dts (4 – 5 dtr)                                                  | Polonia                                                                | Euro 2016 - Ottavi di finale                                           | 1                                                                      |                                                                        |
| 30-6-2016                                                              | Marsiglia                                                              | Polonia                                                                | 1 – 1 dts (3 – 5 dtr)                                                  | Portogallo                                                             | Euro 2016 - Quarti di finale                                           | -                                                                      |                                                                        |
| 4-9-2016                                                               | Astana                                                                 | Kazakistan                                                             | 2 – 2                                                                  | Polonia                                                                | Qual. Mondiali 2018                                                    | -                                                                      | cap.                                                                   |
| 8-10-2016                                                              | Varsavia                                                               | Polonia                                                                | 3 – 2                                                                  | Danimarca                                                              | Qual. Mondiali 2018                                                    | -                                                                      | cap.                                                                   |
| 11-10-2016                                                             | Varsavia                                                               | Polonia                                                                | 2 – 0                                                                  | Armenia                                                                | Qual. Mondiali 2018                                                    | -                                                                      | cap.                                                                   |
| 11-11-2016                                                             | Bucarest                                                               | Romania                                                                | 0 – 3                                                                  | Polonia                                                                | Qual. Mondiali 2018                                                    | -                                                                      | cap.                                                                   |
| 14-11-2016                                                             | Breslavia                                                              | Polonia                                                                | 1 – 1                                                                  | Slovenia                                                               | Amichevole                                                             | -                                                                      | 74’                                                                    |
| 26-3-2017                                                              | Podgorica                                                              | Montenegro                                                             | 1 – 2                                                                  | Polonia                                                                | Qual. Mondiali 2018                                                    | -                                                                      | cap.                                                                   |
| 10-6-2017                                                              | Varsavia                                                               | Polonia                                                                | 3 – 1                                                                  | Romania                                                                | Qual. Mondiali 2018                                                    | -                                                                      | cap.                                                                   |
| 26-6-2017                                                              | Copenaghen                                                             | Danimarca                                                              | 4 – 0                                                                  | Polonia                                                                | Qual. Mondiali 2018                                                    | -                                                                      | cap.                                                                   |
| 4-9-2017                                                               | Varsavia                                                               | Polonia                                                                | 3 – 0                                                                  | Kazakistan                                                             | Qual. Mondiali 2018                                                    | -                                                                      | cap.                                                                   |
| 5-10-2017                                                              | Erevan                                                                 | Armenia                                                                | 1 – 6                                                                  | Polonia                                                                | Qual. Mondiali 2018                                                    | 1                                                                      | cap.                                                                   |
| 8-10-2017                                                              | Varsavia                                                               | Polonia                                                                | 4 – 2                                                                  | Montenegro                                                             | Qual. Mondiali 2018                                                    | -                                                                      |                                                                        |
| 10-11-2017                                                             | Varsavia                                                               | Polonia                                                                | 0 – 0                                                                  | Uruguay                                                                | Amichevole                                                             | -                                                                      | 75’                                                                    |
| 13-11-2017                                                             | Danzica                                                                | Polonia                                                                | 0 – 1                                                                  | Messico                                                                | Amichevole                                                             | -                                                                      | 76’                                                                    |
| 8-6-2018                                                               | Poznań                                                                 | Polonia                                                                | 2 – 2                                                                  | Cile                                                                   | Amichevole                                                             | -                                                                      |                                                                        |
| 12-6-2018                                                              | Varsavia                                                               | Polonia                                                                | 4 – 0                                                                  | Lituania                                                               | Amichevole                                                             | 1                                                                      | 70’                                                                    |
| 19-6-2018                                                              | Mosca                                                                  | Polonia                                                                | 1 – 2                                                                  | Senegal                                                                | Mondiali 2018 - 1º turno                                               | -                                                                      | 46’                                                                    |
| 6-9-2018                                                               | Bologna                                                                | Italia                                                                 | 1 – 1                                                                  | Polonia                                                                | UEFA Nations League 2018-2019 - 1º turno                               | -                                                                      | 18’ - 80’                                                              |
| 11-9-2018                                                              | Breslavia                                                              | Polonia                                                                | 1 – 1                                                                  | Irlanda                                                                | Amichevole                                                             | -                                                                      | 81’                                                                    |
| 11-10-2018                                                             | Chorzów                                                                | Polonia                                                                | 2 – 3                                                                  | Portogallo                                                             | UEFA Nations League 2018-2019 - 1º turno                               | 1                                                                      | 64’                                                                    |
| 14-10-2018                                                             | Chorzów                                                                | Polonia                                                                | 0 – 1                                                                  | Italia                                                                 | UEFA Nations League 2018-2019 - 1º turno                               | -                                                                      | 46’                                                                    |
| 15-11-2018                                                             | Danzica                                                                | Polonia                                                                | 0 – 1                                                                  | Rep. Ceca                                                              | Amichevole                                                             | -                                                                      | 63’                                                                    |
| 24-3-2019                                                              | Varsavia                                                               | Polonia                                                                | 2 – 0                                                                  | Lettonia                                                               | Qual. Euro 2020                                                        | -                                                                      | 62’                                                                    |
| 6-9-2019                                                               | Lubiana                                                                | Slovenia                                                               | 2 – 0                                                                  | Polonia                                                                | Qual. Euro 2020                                                        | -                                                                      | 70’                                                                    |
| 9-9-2019                                                               | Varsavia                                                               | Polonia                                                                | 0 – 0                                                                  | Austria                                                                | Qual. Euro 2020                                                        | -                                                                      | 58’ 77’                                                                |
| 16-6-2023                                                              | Varsavia                                                               | Polonia                                                                | 1 – 0                                                                  | Germania                                                               | Amichevole                                                             | -                                                                      | cap. 17’                                                               |
| Totale                                                                 |                                                                        | Presenze (2º posto)                                                    | 109                                                                    |                                                                        | Reti (9º posto)                                                        | 21                                                                     |                                                                        |

## Palmarès

### Club
- Campionato polacco: 1

Wisła Cracovia: 2004-2005
- Campionato tedesco: 2

Borussia Dortmund: 2010-2011, 2011-2012
- Coppa di Germania: 1

Borussia Dortmund: 2011-2012
- Supercoppa di Germania: 2

Borussia Dortmund: 2013, 2014

### Individuale
- Calciatore polacco dell'anno: 2

2008, 2010
- Miglior centrocampista della Ekstraklasa: 2006
- Inserito nella Top 11 della Ekstraklasa: 2006-2007
- Miglior calciatore della Federazione calcistica della Polonia: 2010
- Miglior calciatore della Nazionale di calcio della Polonia: 2010
- Miglior calciatore della rivista "Sport": 2008, 2010
- Borussia Dortmund Player of the Year: 2008